# Юридическая комиссия при Совете министров СССР
Юридическая комиссия при Совете Министров СССР (далее — ЮК) — в 1941—1970 г.г. специальный коллегиальный орган, к основным задачам которого относились кодификация и систематизация законодательства СССР, а также разработка по поручениям Совета Министров СССР и предварительное рассмотрение вносимых в Совет Министров СССР проектов законодательных актов и решений Правительства по вопросам нормативного характера.

## Причины создания
Юридическая комиссия была создана при Совнаркоме СССР 22 июня 1941 года. Первоначальные полномочия комиссии, пока не установлены.
После XX съезда КПСС в СССР начались политические процессы, связанные не только с осуждением культа личности, восстановлением социалистической законности, но и с дебюрократизацией государственного управления, сокращения центрального аппарата, развитием федеративной формы государства.
За основу создания ЮК была принята модель, действовавшая в ранний советский период, когда госуправление в области юстиции было сосредоточено на республиканском уровне, например в Наркомюсте РСФСР и соответствующих наркоматах юстиции союзных республик. Народный комиссариат юстиции СССР был создан только в 1936 г., что отразило стремление сталинского режима сосредоточить властные полномочия в тех сферах, которые ранее составляли прерогативу республик.
Выбор названия — комиссия, а не, например, управление или комитет также отражало важную политическую тенденцию данного периода — переход к деформализации регулирования, привлечению общественности, развитию коллегиальности в обсуждении проблем и выработке решений, вытеснению государственного принуждения самоуправленческими началами.
Вследствие этого, постановлением ЦК КПСС и Совмина СССР «Об упразднении Министерства юстиции СССР»  от 30 мая 1956 г. и последовавшего Указа Президиума Верховного Совета СССР от 31 мая 1956 г. Минюст СССР был упразднен. 
Часть полномочий бывшего Министерства была передана Верховному суду СССР, разрешение большинства вопросов в сфере судоустройства и судопроизводства возвращено на республиканский уровень и сосредоточено сначала у министерств юстиции союзных республик, а после и их упразднения — у Верховных судов республик, областных и краевых судов.

## Правовые основы деятельности
Определены Положением о Юридической комиссии при Совете Министров СССР

## Компетенция

### Обязанности
- подготовка предложений по кодификации законодательства СССР и по внесению в него изменений в связи с изданием новых законов и других нормативных актов и по отмене устаревших положений, исходя из необходимости дальнейшего совершенствования советского законодательства;
- составление хронологического и систематического собрания постановлений Правительства СССР по вопросам нормативного характера;
- разработка по поручениям Правительства СССР проектов законодательных и других нормативных актов и внесение их на рассмотрение Совета Министров СССР;
- составление по согласованию с Советами Министров союзных республик, министерствами и ведомствами СССР перечней решений Правительства СССР, утративших силу, и представление этих перечней на утверждение Совета Министров СССР;
- дача заключений Совету Министров СССР по вносимым на его рассмотрение проектам законодательных актов, а также постановлений Правительства СССР;
- работа по систематизации законов СССР, указов Президиума Верховного Совета СССР, а также решений Правительства СССР, имеющих нормативный характер;
- составление по поручениям Совета Министров СССР, Президиума Совета Министров СССР и его постоянных комиссий, Председателя и Заместителей Председателя Совета Министров СССР справок по советскому законодательству и законодательству зарубежных стран.
- изучение опыта работы по систематизации и кодификации законодательства союзных республик.
- изучение организацию дела систематизации и кодификации законодательства в зарубежных странах.

### Права
- получать в необходимых случаях от министерств и ведомств СССР и союзных республик, а также от юридических научно-исследовательских учреждений и учебных заведений заключения по разрабатываемым Комиссией проектам законодательных актов и постановлений Правительства СССР;
- привлекать для участия в разработке проектов законодательных актов и постановлений Правительства СССР специалистов министерств и ведомств СССР, научно-исследовательских учреждений и учебных заведений с согласия руководителей этих организаций и учреждений.
- рассматривать на заседаниях разрабатываемые ею проекты законодательных актов и постановлений Правительства СССР, давать заключения по проектам, утверждать планы работы и контролировать их выполнение и по мере необходимости решать другие вопросы, связанные с работой Комиссии.

## Структура и штаты
ЮК образовывалась в составе Председателя, заместителя Председателя и членов Комиссии, назначаемых Совмином СССР. Председатель ЮК назначал и освобождал от должности работников аппарата ЮК. Структура и штаты были утверждены Совмином СССР 18 августа 1956 г.
При этом ЮК СССР, в отличие от ЮК союзных республик, не имела подведомственных учреждений.
Республиканские комиссии, после упразднения в 1963 г. соответствующих министерств юстиции
, такие учреждения имели.
Так, например ЮК РСФСР имела в подчинении Всесоюзный НИИ советского законодательства, а также судебно-экспертные учреждения (Центральный НИИ судебных экспертиз и региональные научно-исследовательские лаборатории судебной экспертизы).

## Персональный состав

### Председатели ЮК
Вышинский, А.Я. (22.06.1941 — 19.01.1949 г.г.)
Горшенин, К.П. (19.01.1949 — 06.06.1956 г.г.)
Денисов, А.И. (06.06.1956 — 1964 г.г.)
Мишутин А.Н. (1964 −1970 г.г.)

### Первый заместитель Председателя ЮК
Баранов П.В. (1957—1961 г.г.)

### Члены ЮК
Иодковский А.И.

## Причина упразднения
ЮК СССР была упразднена в связи принятием Постановления ЦК КПСС и Совмина СССР 30 июля 1970 г. № 634 «О мерах по улучшению работы судебных и прокурорских органов», предполагавшее восстановление учреждений юстиции в СССР.
31 августа 1970 г. Президиум Верховного Совета СССР издаёт Указ «Об образовании союзно-республиканского Министерства юстиции СССР», а 10 декабря того же года принимается Закон СССР № 565-VIII, которым этот Указ утверждался и вносились изменения в союзную Конституцию СССР, предусматривающие восстановление Министерства юстиции СССР.

## Место хранения архивного фонда
ГА РФ (бывший ЦГАОР).
Фонд № Р-9514.